# NGC 1669
NGC 1669 é uma galáxia espiral (Sa) localizada na direcção da constelação de Dorado. Possui uma declinação de -65° 48' 51" e uma ascensão recta de 4 horas, 43 minutos e 00,0 segundos.
A galáxia NGC 1669 foi descoberta em 20 de Dezembro de 1835 por John Herschel.